# Stadion an der Kreuzeiche
Stadion an der Kreuzeiche – stadion piłkarski w Reutlingen, w Niemczech. Został otwarty w 1953 roku. Jego pojemność wynosi 15 228 widzów, z czego 5228 miejsc znajduje się na oddanej do użytku w 2003 roku, zadaszonej trybunie głównej. Swoje spotkania na obiekcie rozgrywają piłkarze klubu SSV Reutlingen 05. Na stadionie rozegrano także dwa spotkania fazy grupowej piłkarskich Mistrzostw Europy kobiet 2001 oraz dwa spotkania grupowe piłkarskich Mistrzostw Europy U-19 2016.